# Трансовое расстройство
Тра́нсовое расстро́йство — диссоциативное расстройство, характеризующееся состоянием транса, при котором имеется временная потеря чувства личностной идентичности, а также значительное сужение осознавания окружающего. В данном состоянии внимание избирательно, а речь, движения и позы имеют ограниченный репертуар и воспринимаются неконтролируемыми сознанием.
При трансовом расстройстве индивид не ощущает замену «я» на альтернативную личность. Состояние не должно быть вызвано каким-либо неврологическим расстройством, истощением, действием психоактивных веществ, гипнагогическим или гипнопомпическим состоянием.
Отдельной диагностической единицей является трансовое расстройство одержимости, при котором привычное чувство самоидентичности заменяется на ощущение внешней личности, призываемой влиянию некоего божества, духа, беса, демона или другой сверхъестественной сущности. В европейской культуре типичным примером является психическое состояние медиумов во время спиритических сеансов, которые считают, что их голосом, помимо собственной воли, говорят вызываемые души умерших. Трансовое расстройство обычно ограничено небольшим репертуаром простых действий, в то время как трансовое расстройство одержимости может включать более широкий спектр моделей поведения.